# Mellivorinae
Sous-famille
Mellivorinae est une sous-famille de carnivores de la famille des Mustélidés qui ne comprend qu'une seule espèce, le Ratel (Mellivora capensis). Les taxons de cette sous-famille monotypique étaient de préférence inclus par les auteurs du XXe siècle dans la sous-famille des Mustelinae, comme la plupart des Mustélidés.
Cette sous-famille des Mellivorinae a été décrite pour la première fois en 1865 par le zoologiste britannique John Edward Gray (1800-1875).

## Liste des sous-taxons
- sous-famille : Mellivorinae Gray, 1865
  - genre : Mellivora Storr, 1780
    - espèce : Mellivora capensis (Schreber, 1776).

## Taxonomie
Le nom valide complet (avec auteur) de ce taxon est Mellivorinae Gray, 1865.
Mellivorinae a pour synonyme :
- Mellivorini Gray, 1865